# Radar (belgische Automarke)

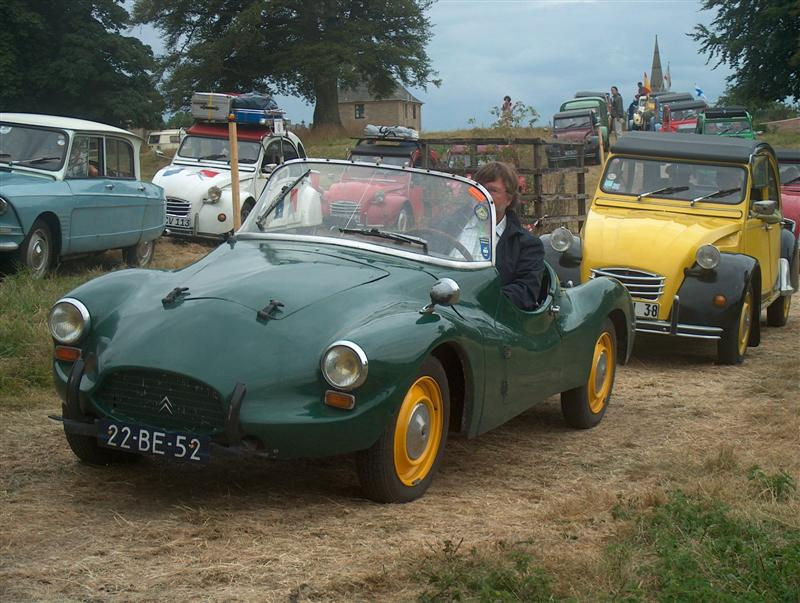
Radar

Radar war eine belgische Automarke.

## Markengeschichte
Robert Radar betrieb ein Autohaus für Citroën in Lüttich. Ab 1956 stellte er fünf Fahrzeuge her, die er als Radar vermarktete. Citroën Belux setzte die Produktion fort und stellte etwa 25 weitere Fahrzeuge her. 1960 endete die Produktion.

## Fahrzeuge
Die Fahrzeuge basierten auf den Fahrgestellen des Citroën 2CV. Die Karosserien bestanden aus Kunststoff. Es waren offene sportliche Aufbauten mit zwei Türen. Auffallend war der ovale Lufteinlass an der Fahrzeugfront.